# Gaycommunityt

Regnbågsflaggan - en symbol för homosexuell stolthet

Gaycommunityt är ett komplext begrepp eftersom det grupperar subkulturer av mycket varierande karaktär. Gay har här vanligen en bred tolkning som innefattar bland annat HBTQ-personer, men ibland är det enbart homosexuella män som avses. Med den breda definitionen omfattar subkulturerna till exempel läderbögar, björnar, transpersoner, lesbiska och drag queens/drag kings.

## Definition av communityt
Det finns kulturer kring sexuella minoriteter som en betydande del av dem som tillhör respektive minoritet är en del av. Det finns emellertid också individer som är en del av minoriteten men som inte deltar aktivt i minoritetens kulturliv. I synnerhet i väl avgränsade gayområden inom städer ("gay villages") har de sociala nätverken för många HBTQ-personer traditionellt sett koncentrerats till att bara omfatta andra medlemmar av den lokala HBTQ-scenen, även om detta förändras allt eftersom subkulturerna utvecklas. Många andra medlemmar av gaycommunityt förblir geografiskt eller socialt avskilda från andra HBTQ-personer, eller känner inte att deras sociala relationer till HBTQ-vänner är väsensskilda från deras relationer med heterosexuella vänner.
Det är därför möjligt att tänka sig en världsomspännande eller lokal HBTQ-miljö eller ett socialt nätverk av HBTQ-personer, som dock inte nödvändigtvis omfattar alla HBTQ-personer inom det angivna området. Eventuellt kan man även skilja mellan en persons sociala och sexuella nätverk (eller universum av potentiella sexpartner).
Vissa ifrågasätter idén om att personer som aldrig har träffats skulle utgöra ett community eller socialt nätverk. Andra förespråkar dock tanken att alla HBTQ-personer  (och eventuellt deras vänner) på ett eller annat vis verkligen utgör ett globalt nätverk.